# Latynoamerykański System Gospodarczy
Latynoamerykański System Gospodarczy (SELA, hiszp. Sistema Económico Latinoamericano y del Caribe) – organizacja międzynarodowa powołana w 1975 roku, której głównym celem jest wspieranie współpracy gospodarczej i społecznej krajów Ameryki Południowej i Środkowej. Siedziba organizacji znajduje się w Caracas w Wenezueli.
Do Latynoamerykańskiego Systemu Gospodarczego należy 27 państw członkowskich.

## Członkowie
Ameryka Południowa:
- Argentyna
- Boliwia
- Brazylia
- Chile
- Ekwador
- Gujana
- Kolumbia
- Paragwaj
- Peru
- Surinam
- Urugwaj
- Wenezuela

Ameryka Środkowa:
- Bahamy
- Barbados
- Belize
- Dominikana
- Grenada
- Gwatemala
- Haiti
- Honduras
- Jamajka
- Kostaryka
- Kuba
- Meksyk
- Nikaragua
- Panama
- Trynidad i Tobago